# Przeciąganie liny na letnich igrzyskach olimpijskich

Przeciąganie liny obecne było w programie igrzysk olimpijskich pięć razy. Rywalizacja o medale po raz pierwszy odbyła się podczas Letnich Igrzysk Olimpijskich 1900 w Paryżu. Ostatni raz zawodnicy rywalizowali o mistrzostwo olimpijskie w 1920 roku w Antwerpii. Podczas każdych z pięciu igrzysk rywalizacja przebiegała w jednej konkurencji, w której uczestniczyli mężczyźni.

## Kalendarium
| Rok i miejsce     | Obiekt                           | Złoto             | Srebro            | Brąz              |
| ----------------- | -------------------------------- | ----------------- | ----------------- | ----------------- |
| 1900, Paryż       | Croix-Catelan (Lasek Buloński)   | Zespół mieszany   | Francja           | –                 |
| 1904, Saint Louis | Francis Field                    | Stany Zjednoczone | Stany Zjednoczone | Stany Zjednoczone |
| 1908, Londyn      | White City Stadium               | Wielka Brytania   | Wielka Brytania   | Wielka Brytania   |
| 1912, Sztokholm   | Stadion Olimpijski w Sztokholmie | Szwecja           | Wielka Brytania   | –                 |
| 1920, Antwerpia   | Stadion Olimpijski w Antwerpii   | Wielka Brytania   | Holandia          | Belgia            |

## Zawody
| Konkurencja      | 96 | 00 | 04 | 08 | 12 | 20 | 24 | 28 | 32 | 36 | 48 | 52 | 56 | 60 | 64 | 68 | 72 | 76 | 80 | 84 | 88 | 92 | 96 | 00 | 04 | 08 | 12 | 16 | Razem |
| ---------------- | -- | -- | -- | -- | -- | -- | -- | -- | -- | -- | -- | -- | -- | -- | -- | -- | -- | -- | -- | -- | -- | -- | -- | -- | -- | -- | -- | -- | ----- |
| Turniej mężczyzn |    | •  | •  | •  | •  | •  |    |    |    |    |    |    |    |    |    |    |    |    |    |    |    |    |    |    |    |    |    |    | 5     |
|                  |    |    |    |    |    |    |    |    |    |    |    |    |    |    |    |    |    |    |    |    |    |    |    |    |    |    |    |    |       |
| Ogólnie          | –  | 1  | 1  | 1  | 1  | 1  | –  | –  | –  | –  | –  | –  | –  | –  | –  | –  | –  | –  | –  | –  | –  | –  | –  | –  | –  | –  | –  | –  | 5     |

## Klasyfikacja medalowa
| Miejsce | Państwo           | Złoto | Srebro | Brąz | Razem |
| ------- | ----------------- | ----- | ------ | ---- | ----- |
| 1.      | Wielka Brytania   | 2     | 2      | 1    | 5     |
| 2.      | Stany Zjednoczone | 1     | 1      | 1    | 3     |
| 3.      | Szwecja           | 1     | –      | –    | 1     |
| 3.      | Drużyna mieszana  | 1     | –      | –    | 1     |
| 5.      | Francja           | –     | 1      | –    | 1     |
| 5.      | Holandia          | –     | 1      | –    | 1     |
| 7.      | Belgia            | –     | –      | 1    | 1     |

## Uczestnicy
Poniższa tabela przedstawia liczbę zawodników z danego państwa na poszczególnych igrzyskach olimpijskich.
| Państwo             | '00 | '04 | '08 | '12 | '20 |
| ------------------- | --- | --- | --- | --- | --- |
| Belgia              |     |     |     |     | 8   |
| Dania               | 3   |     |     |     |     |
| Francja             | 6   |     |     |     |     |
| Grecja              |     | 5   |     |     |     |
| Holandia            |     |     |     |     | 8   |
| Kolonia Przylądkowa |     | 5   |     |     |     |
| Stany Zjednoczone   |     | 20  | 8   |     | 8   |
| Szwecja             | 3   |     | 8   | 8   |     |
| Wielka Brytania     |     |     | 24  | 8   | 8   |
| Włochy              |     |     |     |     | 8   |
| Liczba państw       | 3   | 3   | 3   | 2   | 5   |
| Liczba zawodników   | 12  | 30  | 40  | 16  | 40  |